# Yago Alonso-Fueyo Sako
Yago Alonso-Fueyo Sako (ur. 19 sierpnia 1979 w Abidżanie) – piłkarz z Gwinei Równikowej, urodzony w Wybrzeżu Kości Słoniowej. Posiada także obywatelstwo hiszpańskie. Występuje na pozycji obrońcy.

## Kariera
Sako profesjonalną karierę rozpoczynał w Sportingu Gijón. W debiutanckim sezonie rozegrał tam pięć spotkań w Segunda División. Jednak już od kolejnego sezonu był podstawowym zawodnikiem składu tej drużyny. W jej barwach zagrał 37 razy, po czym odszedł do pierwszoligowej Celty Vigo.
W Primera División zadebiutował 1 listopada 2000, w przegranym 0-1 pojedynku z Valencią CF. Łącznie zaliczył tam dziewiętnaście ligowych pojedynków, a także pomógł w wywalczeniu szóstej pozycji w lidze. Dzięki w następnym sezonie grali w Pucharze UEFA. Te rozgrywki zakończyli, jednak już na drugiej rundzie, po porażce w dwumeczu ze Slovanem Liberec. Rok później, poprzez rozgrywki ligowe, ponownie zakwalifikowali się do europejskich pucharów. Sako nie zagrał w nich, gdyż odszedł do Recreativo Huelva.
W nowym klubie spędził jednak tylko pół roku, a po tym czasie sprzedano go do drugoligowego Realu Oviedo. Tam również zagrzał miejsca na dłużej, ponieważ po spadku jego drużyny do trzeciej ligi, został zawodnikiem Sportingu Gijón. Podobnie jak podczas pierwszego pobytu w Gijón, regularnie grywał w pierwszej jedenastce tego zespołu.
W 2005 roku podpisał kontrakt ze spadkowiczem z ekstraklasy - Celtą Vigo, której reprezentował już wcześniej, przez dwa lata. Nie zdołał przebić się tam do wyjściowego składu, ale udało mu się awansować z klubem do pierwszej ligi. Po tym osiągnięciu, na cały rok odesłano go do rezerw. W sezonie 2006/07 zaliczył sześć występów i strzelił jednego gola w Primera División.
Po zakończeniu tych rozgrywek przeszedł do Cádiz CF, grającego na zapleczu ekstraklasy. Nie udało mu się tam wywalczyć miejsca w pierwszej jedenastce. Na koniec sezonu jego klub zajął dwudziestą pozycję w lidze i został relegowany do trzeciej ligi. Wtedy Sako został zawodnikiem Levante UD, gdzie gra do dziś.
| Sezon   | Klub              | Kraj      | Rozgrywki        | Mecze | Bramki |
| ------- | ----------------- | --------- | ---------------- | ----- | ------ |
| 1998/99 | Sporting Gijón    | Hiszpania | Segunda División | 5     | 0      |
| 1999/00 | Sporting Gijón    | Hiszpania | Segunda División | 32    | 0      |
| 2000/01 | Celta Vigo        | Hiszpania | Primera División | 19    | 0      |
| 2001/02 | Celta Vigo        | Hiszpania | Primera División | 10    | 0      |
| 2002/03 | Recreativo Huelva | Hiszpania | Primera División | 7     | 0      |
| 2002/03 | Real Oviedo       | Hiszpania | Segunda División | 19    | 1      |
| 2003/04 | Sporting Gijón    | Hiszpania | Segunda División | 37    | 1      |
| 2004/05 | Celta Vigo        | Hiszpania | Segunda División | 7     | 0      |
| 2005/06 | Celta Vigo        | Hiszpania | Primera División | 0     | 0      |
| 2006/07 | Celta Vigo        | Hiszpania | Primera División | 6     | 1      |
| 2007/08 | Cádiz CF          | Hiszpania | Segunda División | 7     | 0      |
| 2008/09 | Levante UD        | Hiszpania | Segunda División | 16    | 0      |